# 丁謐
丁 謐（てい ひつ）は、中国三国時代の政治家。字は彦靖。本貫は豫州沛国。父は丁斐。
魏の第3代皇帝・曹芳の時代に大権を握った曹爽の側近。司馬懿のクーデター（高平陵の変）により、曹爽らと共に処刑された。

## 生涯
若い頃は他人と交遊せず、ひたすら読書に励んだ。人となりは沈着剛毅で、才略を有していた。
太和年間、鄴で家を借りて住んでいたが、既に丁謐が借りているとは知らず、諸王の一人が入ってきた。丁謐は寝転んだまま起き上がりもせず、召使いに命じて、立ち去らせようとした。諸王はこれに激怒して上言し、丁謐は逮捕されたが、功臣の子であることから罪を赦された。
その後、丁謐には父の面影があると聞いた曹叡（明帝）から招聘され、度支郎中に任じられる。丁謐と親しい曹爽はさらに重用するよう進言していたが、曹叡は丁謐や何晏らを浮華な人物として嫌った。
景初3年（239年）正月、曹叡が没し、幼帝の曹芳が後を継ぐと、大権を握った曹爽により、丁謐は散騎常侍、次いで尚書に登用された。曹爽は初め、太尉の司馬懿と協調しながら政治を取り仕切っていたが、丁謐が司馬懿を太傅に祭り上げ、実権を奪うよう進言。司馬懿は機を待って隠遁し、以降は曹爽一党が政権を掌握する。
丁謐はその政権にあって、他者を非難することが多く、行いの多くは上手くいかなかった。相手が貴人であっても軽んじ、同僚の何晏・鄧颺をも見下していた。ただ勢力のある曹爽にだけはへりくだり、曹爽もまた丁謐のことは尊敬して、彼の言葉には従っていた。曹爽の政策の多くに関与し、司馬懿はとりわけ深く丁謐を恨んだ。
正始10年（249年）正月、曹爽らは曹芳の供をして高平陵に参詣したが、その隙を突いて司馬懿がクーデターを起こし、曹爽を大逆罪で訴えた。曹爽は観念して罪に伏し、丁謐らも諸共に逮捕され、ことごとく三族皆殺しとなった。